# Penville
Penville este un oraș din Dominica.